# 용의 전설 레전더
용의 전설 레전더(일본어: レジェンズ 甦る竜王伝説 레젠즈 요미가에루 류오 덴세츠[*])(레젠즈 되살아나는 용왕전설)는 대한민국의 SBS에서 2004년 10월 26일부터 2005년 7월 12일까지 방영한 애니메이션이다.
각 작품은, 스토리는 같지만, 무대나 등장 인물 등의 명칭에는 차이가 난다.
대한민국에서는 ㈜류니에서 수입하고 SBS, 투니버스에 공급하고 한국어 더빙 작업을 통해 2004년 10월 26일~2005년 7월 12일에 방영되었다.

### 일본에서의 방송
일본 기준 2004년 4월 4일부터 2005년3월 27일까지 후지 TV계로 매주 일요일 09:30 - 10:00 (JST)에 방송되었다. 다만 간사이 TV 방송을 중심으로 한 서일본 지역은 서일본 여객철도의 1사 제공·블록 넷프로그램 〈달려라! 걸리버 훈〉을 방송하고 있었기 때문에 이시 넷이었다.(간사이 테레비에서는 2004년 9월까지는 일요일 9:00 - 9:30에 선행 방송, 동년 10월부터는 〈오죠마마!F〉의 방송 개시에 금요일 16:58 - 17:26에 이동해 지연 넷이 된다. 그 이외의 방송국 오카야마 방송·TV 신히로시마은 각 방송국마다 다르다.)

## 개요
일찍이 지구상에는 〈레전더〉라고 불리는 전설의 몬스터가 존재했다. 그러나, 레전더들은 〈레전더 전쟁〉이라고 하는 전쟁을 끝으로, 〈영혼의 인형〉이라고 하는 결정체에 모습을 바꾸어 긴 잠에 잠들어 있었다. 그리고 현대, 레전더는 전설의 부활도구인 〈타리스포드〉를 사용해 부활(리본)시킬 수 있는 것을 알았다. 각 레전더는 토네이도(바람), 볼케이노(불), 스톰(물), 어스웨이크(흙), 스피리체르(빛), 네크롬(어둠)의 여섯 개의 속성을 가지고 있어 각 속성의 타리스포드를 취급할 수 있다. (애니메이션판에서는, 4대 레전더를 부활시킬 수 있다) 레전더를 가지고 있는 사람은 〈사자〉라고 불린다. (애니메이션에서는 용이, 마크, 샛별, 디노가 사자이다.)

## 용어
레전더
지구상의 자연으로부터 태어난 정령과 같은 전설의 몬스터.
영혼의 인형
레전더가 소환되었을 때의 모습.
타리스포드
레전더를 영혼의돌로부터 부활시키거나 소환시키는 마법의 도구.
타리스덤
타리스포드가 진화한 것. 3개의 영혼의돌을 장착 가능.
레전더워 (레전더전쟁)
레전더끼리 펼치는 문명을 멸망할 수도 있을 정도의 대규모 전쟁.
부활
레전더를 내보낼 때 사용되는 말.
소환
레전더를 돌아오게 할 때 사용되는 말.

## 등장 인물

#### 사자가 된 아이들
- 한용이 (슈우, 슈조 마츠타니)：오카무라 아케미 (한국어 성우:이미자)

용의 전설 레전더의 주인공. 브루클린 101 초등학교에 다니는 11세의 소년이다. 일본인이지만 부모의 일의 사정으로 뉴욕에 와 있다. (태어난 곳은 미국이라고 생각된다)
만사에 태평한데다 느긋하고 가벼운 성격의 인물로 한가한 행동들이 많이 보인다. 레전더나 인물들에게 이상한 별명을 붙이거나 이상한 노래를 생각해 내고는 노래하는 등의 사차원적 행동으로 언제나 주위를 의아하게 하고 있는 개그역으로, 주인공이라고는 생각되지 않는 무책임한 행동들이 눈에 띈다. 하지만 모두를 생각하는 마음이 있어, 이따금 좋은 말도 한다.
샛별을 제외한 예쁜 여성들을 좋아한다. 안나로 변신한 해피에 많은 호감을 보인다.
바람의 사자로, 아버지로부터 받은 흰 타리스포드로 시론을 소환 할 수 있게 된다. (란신은 제외) 레전더와 다크윈 완구의 표적이 된 그이지만, 시론이 지켜주는 것으로 어려운 일들을 헤쳐나간다. 사자로서의 힘은 강하고 본 편 중에서도 바람을 무의식 중에 조종하는 능력이 가끔씩 비춰진다. 그렇게 해서 천성적으로 좋은 성격과 한가함과 바람의 사자로서의 힘으로, 몇 번이나 주위의 친구들을 구한다. 급기야 지구와 레전더 전쟁의 운명도 바꾸게 된다. 마음을 성장시켰다고 하는 것보다는, 가지고 있던 큰 힘으로 세계를 구하게 된다.
시론의 행동이 난폭하지만, 서서히 그와는 강한 우정이 싹트게 된다. 그러나, 끝까지 시론에게 솔직해질 수 없었다. 그리고 마지막화에서 시론과 다른 레전더들에 관한 모든 기억을 잃는다.
레전더 클럽의 부장.
- 샛별 (메그·스프링클：나스 메구미 한국어:우정신)

용이의 소꿉 친구. 기본적으로 상냥하고 명랑하고 책임감은 있어 평판은 좋지만, 너무나 급격한 상황 변화에서는 패닉상태에 빠져 버리기도 한다. 의지가 강하지만 조금 성격이 급하고 심한 곳도 있어, 특히 용이에게는 매우 엄하다. 그에게 〈메그춉〉이라는 강렬한 당수를 꿀밤처럼 쓴다. 그것은 어릴 적 친구가 없었던 자신과 놀아 준 용이에게 호의를 가지고 있으며, 안절부절 하는 것이 많기 때문이다. 또, 용이와 마크에게는 강한 신뢰를 가지고 있다.
스토리의 중반에서부터 레전더 싸움에 말려들고는, 레전더에 대해서 강한 혐오감을 갖게 된다 (다만 몇번이나 위기를 구해 준 시론은 예외). 그러나 물의 사자가 되어 빅풋이 자신에게 순수함으로 대하는 마음에 마음이 움직여, 어릴 적 용이나 샛별과의 추억도 영향을 주어, 서서히 레전더를 받아 들이게 된다.
레전더 클럽의 토끼 사육 위원.
- 마크 (마이크·맥필드(마크))：스즈키 마사미 (한국어:지미애)

용이와 샛별의 소꿉 친구. 체중이 100 kg를 넘는 거체의 소년. 차분한 마음, 상냥한 성격으로 용이가 아무리 헛소리를 해도 근사하다고 말할 정도로 용이를 신뢰하고 있다. 때때로 샛별이의 급한 성격에 브레이크를 걸 수 있기도 하다.
항상 햄버거를 손에 가지고 있을 만큼 햄버거를 아주 좋아한다. 햄버거에만 머물지 않고, 스시와 같이 맛있는 요리는 뭐든지 알고 있다. 싫은 음식은 치킨! 다만 치킨 버거는 좋아하는, 개성적인 조건을 가진 미식가이다.
어미에 〈뭐야〉라고 붙이는 말버릇이 있지만, 어조가 바뀔 때가 종종 있다.
흙의 사자로, 이야기의 중반부터 란신에 의해 그리핀을 소환 할 수 있게 된다. 정신적인 고통 때문에 궁지에 처한 그는, 스스로의 신체를 매체로 삼아 안에 봉인되고 있던 그리핀·<가리온>을 강제적으로 부활시킨다. 그리핀을 부활 시킬 때에 힘을 제어하지 못하고 폭주하고 있었지만, 시론과 그리드의 활약으로 마크와 그리핀의 몸은 분리된다. 이후는 스스로의 의사로 그리핀을 부활시킬 수 있게 된다.
가끔 예언인 듯한 것을 이야기하거나 적이 왔을 때, 레전더와 같은 감각으로 위험을 감지하거나 하는 보통 인간과는 다른 감각을 가지고 있었지만, 이것은 체내에 그리핀이 봉인되고 있던 것이 원인이라고 생각된다. 그 증거로, 그리핀과 분리한 다음부터 예언인 듯한 일을 이야기하는 일은 없어졌다.
레전더 클럽의 미화 위원.
- 디노 (디노·스파크스)：미나미 오미 (한국어:소연)

브루클린 2소에 다니는 학생. 부친은 대기업 DMC(다크 메이드 컴퍼니)의 사장으로, 그는 차기 사장 후보의 갑부.
수재로 스포츠 만능이다. 자신이 다니는 학교 뿐만이 아니라, 타교의 학생에게도 인기가 있어 평상시는 침착한 행동을 하지만 내심은 <나는 아무것도 할 수 없는 시시한 사람이야> 라고 자해하는, 외로움을 잘타는 섬세한 성격의 소유자. 거기에 너무 바쁘고 자신에 대해서 관심을 가지지 않는 부친(실제는 다르다)과 어릴 적에 자신을 두고 떠나버린 모친, <타인의 흉내만 내며 돈을 버는 비겁한 부친의 아들>이라는 열등의식을 가지고 있었다. 그러나, 블레이즈 드래곤 그리드나 친구가 되어 준 마크와 접촉하고 마음을 열어 간다. 이후 부친과의 화해, 몸이 뚱뚱해져 버린 모친과의 재회를 통해서 스스로의 마음을 성장시켜, 서서히 어른스런 소년으로서의 모습을 만들어 나가게 된다. 자신에게는 없는 것(친구, 재치, 그 외 다수)을 가지고 있는 용이와는 처음에 사이는 좋지 않았지만, 서서히 그에게 영향을 받아 간다. 또 직접적으로 나타내지는 않지만, 샛별과의 희미한 미래를 생각하고 있는 모습이다.
불의 사자. 용이 일행과  비비&어리버리의 다툼에 말려 들어간 것을 계기로 하여, 블레이즈 드래곤 그리드를 부활 시킬 수 있게 된다. 그러나 사자로서의 힘이 아직 약했던 것인가, 초반에는 그리드를 부활 할 때마다 체력이 급격하게 소모되어 힘들어 하는 모습이 많이 보였다. 이후 사자로서의 힘이 강해졌는지, 체력의 소모는 신경쓰지 않게 된다.
용이에 의해 <버터왕자>이라고 별명이 붙여져 그렇게 불릴 때마다 <디노야>라고 정정한다..
레전더 클럽의 풍기 위원.
사루바：시미즈 카오리
그리드가 디노를 만나기 전의 불의 사자로, 연한 푸른색 머리카락을 한 소년이다. 킬 비트의 공격에 의해서 죽는다. 그리드의 마음에 깊은 상처를 남긴 인물이다.

#### 그 외의 인물
- 샤론 (하루카·헵번)：후치자키 유리코 (한국어:강희선)

레전더에 강한 동경을 안는 여성. 연령은 25세. UCLA출신. 애차는 하레이다빗드손의 오토바이. 자타도 인정하는만큼 나이스바디의 미인지만, 레전더의 일이 되면 모두 내던지는 만큼 레전더가 너무 좋아. 용이가 레전더의 힘과 관계가 있으면 예 봐, 아르바이트로서 용이의 클래스의 담임 교사가 되었다. 특히 쥐 (부활한 드래곤 시론은 좋아하지만 쥐 형태의 미니시론(흰 생쥐로 취급)를 매우 싫어하고, 보면 방안을 침착해 않게 돌아다닌다.
초반에는 레전더를 뒤쫓고, 레전더의 모습이 보이거나 레전더의 몸의 일부(날개등)를 수집하며 좋아 하거나 (시간제)교사이지만 툭하면 자습만 시켜놓고 직원실의 컴퓨터로 하루종일 레전더만 조사한다.
하지만 엘레멘탈 레기온 사건을 계기로 진짜 레전더의 무서움과 거기에 아이들이 관련되어 있다는 것을 알고, 고민 끝에 아이들을 지키는 일을 결심하고, 한때는 특별히 가까운 존재라고도 말할 수 있는 시론에 〈더이상 아이들을 말려 들게 하지 말아줘요〉라고 약속시키지만, 그 시론이 다시 용이라고 있는 곳을 보고 나서는 배반했다고 생각하고 분노를 느껴 레전더를 적대시하게 되어, 아이들로부터 레전더를 떼어 놓기 위해서, DWC에 몸을 의지해 란신과 손을 잡아, 레전더를 사용해 시론들을 쓰러뜨리려고 암약 하고 있었다. 그러나, (DWC의 회장이 된)아빠와 재회해, 어머니 라드마저도 희생해서까지 레전더를 멸망시키려고 하는 아버지의 광기에 쇼크를 받고 그리고 자문 자답을 반복하기 시작한 결과, 마음을 고친다.그 다음은 어머니를 구할 수 있도록 자바워크를 멈추려고 하는 것도, 자바워크를 고집하는 아버지가 추방한 흑수정의 레전더에 의해서 한 번 사망하지만, 용이와 시론의 활약으로 시간을 되돌려 죽음피하게 되고 최후는 시론들과 함께 쟈바워크에 돌입해 어머니를 구했다.
평상시는 흰 라이더 슈트의 미녀의 모습. 학교에서는 안경을 쓴 수수한 교사 의 모습이지만, 시론과의 데이트시에는 나이에도 불구하고 당당히 고등학교 교복을 입은적도 있다. 시론들과 적대하게 되고 나서는, 망토에 검은 의상을 몸에 걸치는 등 조금 복장의 취미는 변한다.
- 비비：아마노 유리 (한국어:이선주)

DWC(다크 위즈 컨퍼니)의 사원. 지위는 부장. 슈트로부터 거의 가슴이 드러내진 대담한 모습. 용이의 흰 타리스포드를 빼앗는 임무를 사장으로부터 받고 있었다. 그녀가 가진 보라색의 타리스포드를 사용해, DWC 보유의 영혼의 인형으로부터 레전더를 부활 하여 용이의 타리스포드를 빼앗으려고 시도한다, 그리고, 매번 진다.(포켓몬스터의 로켓단 같은 이미지). 중반 이후, DWC의 일에 의문을 느끼고 사퇴를 하고, 후에 DDC(오리완구)에 입사. 43화에서는 어리버리와 함께, 흑수정 레전더를 소환 하는 등, 큰 활약을 보인다. 어리&버리의 상사이지만, 별로 책임감이 없다. 용이에 〈아줌마〉라고 해진다고 화낸다. (그것이 원인으로 화장이 탈모되는 것이 있다) .DWC에 입사하기 전은 기마 경관이었다. 46화로 본명은 바니·블룩 마이어라고 하는 것이 판명되었다. 후에 그리드에 반한다.
- 어리&버리 (J1 & J2) 또는 JJ：타케모토 에이지&마에다 츠요시 (한국어:안종덕, 故 김관진)

BB의 보좌역.J1(어리)는 키가 크고 말랐고, J2(버리)는 키가 작고 뚱뚱하다. 항상 선글라스를 쓰고 있다(작중 선글라스를 벗은 적은 한번도 없다). 46화로 두 사람 모두 본명은 잭·존슨이라고 하는 것이 판명되었다. 처음은 BB에 기가 막혀 〈안 됨 상사〉 〈헵포코 상사〉등이라고 말했지만 , 중반으로부터가 있는 사건으로부터, BB의 생각해 공감해, 점차 존경을 보이기 시작한다. DWC에 입사하기 이전은 건설 작업원이었다.
한동수 <용이 아빠> 사스케·마츠타니：사와다 히로유키 (한국어김환진
용이의 부친. DWC의 상품개발부에 근무한다. 1화에서 용이에게 타리스포드를 준다. (이를 계기로 시론을 만나게 된다.) 머리카락이 용이와 닮았다.(이것은 유전일까?) 중반에서는 용이가 시론을 부활시키는 것을 알았지만, 아내 요코에는 비밀로 하고있었다. 스시를 아주 좋아하며 상상한 것만으로 침이 나온다.
11화등의 묘사로부터 모든 면에서 용이를 닮아 있는 것을 알 수 있다.  (그러나 아직 용이보다 젓가락빌려 하고 있다) 디노의 아버지(브루노) 와 협력해타리스덤을 만들었다.조금 부친과는 느껴지지 않는 곳이 있지만, 만일의 경우는 의지가 되어, 가족을 제일로 생각해 일을 하고 있다.
- 용이 엄마 (요코·마츠타니)：아마노 유리 (한국어:불명)

용이의 모친. 상냥한 성격이지만 조금 노망이라고 있다.요리가 능숙하고, 매일밤에는 다음날의 저녁 식사를 생각하고 있다(너무나 진지하게 생각하기 위해, 용이나 사스케에는 고민해 일이 있는 것처럼 보인다). 쭉 레전더의 존재를 알지 못하고 (밖에 레전더가 나돌았을 때도 용이가 필사적으로 숨기고 있었기 때문에 몰랐다), 온이네 날마다를 보내고 있었지만, 후반에서 레전더와의 싸움에 말려 들어가고 용이를 감싸 흑수정에 받아들여져 버린다.
첫 사스케와의 데이트는 일본의 불꽃놀이였다.
- 디노 아빠 (브루노·스파크스)：이시이 코우지

디노의 아버지. DWC(다크 위즈 컴퍼니)를 흉내내 DMC(다크 메이드 컴퍼니)라고 하는 회사를 만들어, 다른 팔리고 있는 완구를 흉내낸 상품을 만들어 돈을 벌고 있었지만, 중반으로부터 아들의 디노와 대립 그리고 화해하는 것으로 자신의 실수를 깨달아, DMC를 팔고, 신회사덕덕토이즈를 설립한다. (이 회사에는 BB, 어리,버리가 입사한다)
그 후용이의 아버지(사스케)와 협력해타리스덤을 만들거나 〈스스로(부모)에게만 밖에 할 수 없는 것을 하자〉라는 말, 활약한다.
- 디노 엄마 메릿사·스파크스：야스하라 레이코

디노의 어머니. 결혼전은 빵가게 딸. 디노의 유아기때, 다망한 매일을 보내, 자신들을 상관없게 된 남편(브루노)에게의 외로움을 억제하지 못하고, 디노를 두고 집을 나와 가 버렸다. 이야기의 중반으로 집으로 돌아오지만, 아름답게 마른 모습은 어디에도 없고, 꽤 크게 살찐 몸이 되어 있었다.
- 율·헵번：에바라 마사시

DWC(다크 위즈 컨퍼니)의 CEO. 하루카의 아버지로 모든 사건의 주모자. 고고학자로, 레전더에 관하여 연구하고 있었지만, 란신을 부활시켰을 때, 란신의 위험한 생각(레전더 전쟁을 일으켜 인류를 말살시킨다)을 직접 전해 듣고, 레전더의 위험성을 느끼게 되어, 딸를 지키고 싶다고 하는 생각이 심해진 나머지 레전더를 멸망시켜야 한다고 생각한 그는, 어둠의 레전더, 자바워크를 부활시키려고 했다.
자바워크의 영향때문인지, 그의 사상은 자기 중심 한편 위험 마지막 없는 것으로 변화해 나간다.자신의 아내를 자바워크의 심장에 수중에 넣게 해 흑수정 레전더를 세계에 발해, 사람들에게 공포의 생각을 안게 한.어둠의 사자가 된 그는, 자신의 방해를 하는 사람은 지켜야 하는 것은 두의 딸 샤론에서도 용서하지 않게 된다. 멸망의 길을 걷고 있던 그이지만, 최종적으로는 자신의 실수를 눈치채, 아내와 딸을 희생하려고 한 일을 뼈저리게 후회하고 자바워크를 소환 하려고 한다. 결과적으로, 그는 자바워크의 힘을 약하게 하는 것에 일조 했다.
- 라드·헵번：이와오 준코

하루카의 어머니. 레전더를 좋아하는 딸을 위해 레전더의 형태를 한 케이크를 만들거나 레전더의 아플리케를 꿰매거나 자기 전에 레전더의 이야기를 들려주는 등 상냥한 여성이었지만, 우연히 진짜 레전더(란신)를 보고 공포심을 안아, 거기에 주목한 자바워크를 부활 시키려고 하는 남편에 의해 딸을 지킨다고 하는 일을 구실에 자바워크의 영혼의 인형에 기생 당해 그 몸을 던져 공포의 마음과 몸의 양분을 쟈바워크의 부활을 위한 양식으로 되고 있었다. 쟈바워크의 체내(심장)에 받아들여지고 생명도 삼켜져서 있었지만, 샤론, 란신, 시론, 용이의 분투에 의해 구조된다. (단 란신은 쟈바워크와 함께 우주 속으로 날아간다. 후에 란신은 미니란신이 되어있다. <원판 50화 참조>)
- 에도：나이타 료

불의 서자로 불리고 있던 DWC의 사원. 그러나 디노가 불의 사자인 것이 밝혀지면서 DWC로부터 해고 당한다, 이후 파이어 자이언트와 함께 여행을 떠난다. 후반에 재등장해, 댄디들의 위기를 구한 뒤 파이어 자이언트와의 정을 보인다.
조금 마음이 약한 성격.
- 사장：마츠야마 타카시

처음은 DWC의 사장이었지만 란신의 하라는 대로 되어 있는 자신에게 의문을 느껴 갑자기 모습을 감추어 버리는 것도, 그 다음은 DWC를 그만두어 바캉스 해 자유로운 사람시를 보내고 있는 것을 알 수 있었다.
- 총무：사와시로 미유키

DWC의 관리 부문 OL로 비비와 어리버리를 백업 하기 위해서라면, 어디에라도 일순간으로 모습을 나타내는 온순한 부하. 본명은 매우 긴듯 주위로부터 총무씨로 불리고 있다.
프로그램 후반의 예고는 영어 A군과 시론에 대신해 모두 그녀가 맡는다 (비비와 어리버리가 DWC를 그만둔 후도).
- 파킨스 박사：마츠야 타카시

3화·12화·21화·41화·42화에 등장. DWC의 소프트 개발부. 무슨 말을 하고 있는지 모를 때가 자주 있다. 비비나 어리버리가 DWC에 있었을 때는 파인딘그 00이라고 하는 탐색 소프트를 사용하고 찾는 물건을 돕고 있었다. (하지만 게나 문어는 횟집의 것들도 모두 검색되기 때문에, 그의 소프트웨어는 도움이 되지 않았다).
그 후, 41화에 재등장, 율(DWC의 CEO)로부터 아이들의 타리스포드를 찾도록 명령받지만, 무서워하는 아이들을 보자 마자 비정상인 상황을 감지해, 명령을 거부를 한다. 때문에 란신과 함께 유폐되어 버린다. 최후는 란신이 밖에 뛰쳐나왔을 때에 어딘가로 날아갔다.
- 명인

3화·5화·12화에 등장.상황에 의해서, 게 잡기 명인이나 새 잡기 명인이나 문어 잡기 명인이 된다.이름이 가끔 바뀌므로, 본래의 이름은 불명.
- 샛별이의 아버지와 어머니

샛별이가 유아기 때는, 밖에서 놀려고 하지 않고, 집안에 틀어박여 있던 샛별을 걱정하고 있었지만, 용이와의 만남에 의해서 변해가는 샛별을 지켜본다.
그 후, 농업을 하기 위해서, 먼 마을에 이사하려고 했지만, 샛별이가 이 때 처음으로 자신의 의견을 말했기 때문에, 이사를 그만둔다. 그러나, 샛별의 대사로부터 평상시는 먼 곳에서 살고 있는 것 같다.
- 마크의 아버지와 어머니

평상시 아버지는 그랜드 캐니언의 근처의 오두막에서 도예가로서 생활하고 있고,  마크나 마크의 어머니와는 별거하고 있다 (다만 부부사이가 나쁜 것은 아니다).
두 사람 모두 마크와 동일하게 〈 - 뭐야〉라고 하는 것이 특징.
- 영어 A군：사와시로 미유키

가끔 '딩동' 하는 실로폰음과 동시에 나타나 해설을 해 나간다.그런데 가끔은 쥐의 언어(미니시론의 '가가~' 같은)도 해설한다 (밑에는 일본어 자막도 표시되므로 결국 번역하고 있다고 할 수 있다). 후반으로는 영어외 일본어도 하게 된다 (스페인어도 한적이 있다.) 나레이터겸 번역. 자세한 것은 다이치 아키타로의 항목을 참조.
뉴욕 한복판의 모든 사람이 일본어를 하고 있다고 하는 모순을, 이 인물 1명의 존재로 커버한다.
프로그램 전반은, 시론과 함께 그가 다음 번 예고를 담당하고 있었다.
한국 방영시에는 등장하지 않는다(후반부에 아주 잠시 등장한 적 있다)
- 리키리키릭키즈의 멤버

용이가 소속해 있는 야구 멤버. 용이의 탓으로 져도 꾸짖거나 하지 않고 용이가 있으면 즐겁다고 하거나 빅풋를 레전더라고 알면서 기분 좋게 멤버로 향할 수 있는 등 모두 상냥하다. 그러나, 후반에서 그들의 부모가 공포의 생각에 매달려져 버려 어찌할 바를 몰라한다.

#### 스토리상 중요한 역할을 하는 레전더
- 시론：이노우에 카즈히코(한국판: 김승준)

레전더 중에서도 4대 레전더라고 하는 바람의 속성 윈드래곤. 하얀 드래곤으로 금발의 머리카락을 지니고 있다. 항상 비행모자와 사파이어와 같은 물건이 붙은 가죽장갑을 끼고 있다. 성격은 용맹하며 과감하지만, 입이 거칠다.
처음은 용이의 바람의 사자라고는 생각되지 않는 고정관념에 시달리고 있었지만, 그는 바람의 사자를 본능적으로 필사적으로 지킨다. 서서히 그 본능은 용이를 소중히 생각하는 기분으로 변화해 나간다.
평상시 소환하고 있을 때는 흰 쥐와 같은 모습으로 <가가어>를 사용한다. 용이는 미니 시론을 '쥐방울'(ねずっちょ), 부활했을 때의 모습은 '한덩치'(でかっちょ)로 부르고 있다.
최초의 엘레멘탈 레기온 폭주의 사건에서부터 아이들을 싸움에 말려들게 하고 있는 것에 대해 책임을 느끼기 시작한 그는, 레전더의 위험성을 느끼기 시작하여 아이들을 지키려고 하는 샤론에게 <더 이상 아이들이 싸움에 말려들게 하지 않겠다.>라고 약속한다. 이후 타리스포드를 가지고 사라져, 아이들로부터 멀어지려고 한다. 그러나 사자의 힘이 모두 떨어져버린 자신에게 사자의 힘이 절대적으로 필요하다는 것을 알고, 용이의 곁으로 돌아온다. 하지만 그 일로 인해 샤론에게 강한 분노와 배신감을 주게 된다.
그리핀, 빅풋과 합체하면 바람의 엘레멘탈 레기온이 된다. 처음은 그 힘을 조종 할 수 없었지만, 타리스덤이 완성하고 나서는 완화된다.
자신의 윈드래곤으로서의 존재 이의에 의문을 가지고 있었지만, 원래 란신과 한 쌍이었던 그는 율·헵번에 의해 상기시켜질 때, 레전더 전쟁을 일으키지 못 하게 분리 당하고 있었다고 하는 것을 깨닫게 되어 란신과 하나가 되는 것으로 커넬드 윈드래곤이 되어 본래의 힘을 발휘한다. 윈드래곤이 가지는 역할인 레전더 전쟁을 일으키지 않기 위해 아이들을 지키기 위해서 결의하지만, 후반에 극한 상태에 빠진 그는 폭주하여 스스로 인류를 멸망 시키기 위한 방아쇠를 당기게 된다. 커넬드 윈드래곤이 되고 나서는 레전더 전쟁을 개시하려고 하지만 용이의 진력(盡力)에 의해서 제정신으로 돌아온다. 빛의 레전더들의 조언과 용이의 힘에 의해서 시간을 거꾸로 돌려 일어나 버린 전쟁을 회피할 수 있게 된다. 그 다음은 자바워크를 쓰러뜨리기 위해 심장부에 돌입한다.
마지막 부분에서 비로소 용이에게 솔직해질 수 있었던 그였지만, 용이가 그의 이름을 부르는 것을 듣지 못하고, 도시에 부는 바람이 되어 모습을 감춘다.
그 후 미니시론의 모습으로 살아간다. (기억은 잊어버린다.)
레전더클럽의 부부장.
- 란신：이노우에 카즈히코[8](한국판:김환진)

시론과 아주 비슷하지만, 몸은 흑색으로 금발을 묶고 있는 수수께끼의 바람 속성 윈드래곤. 시론과는 대조적으로 냉정하나, 태도가 은근히 건방지다. 통상 일인칭은 <私>지만, 보기 드물게 <俺>가 된다.
DWC 다크윈 완구의 실질적인 지배자이며, 용이의 타리스포드를 노려 비비일행에게 명해 몇 번이나 용이의 타리스포드를 빼앗으려 한다.
사실은 시론과 하나의 존재지만 분리되어 있다. 시론과는 달라, 그는 윈드래곤으로서의 기억을 어느 정도 기억하고 있었다. 스스로의 기억 안에 있는, 윈드래곤의 본래의 역할인 '레전더 전쟁을 일으키는 것'을 목적으로 삼아 활동하고 있다. 그러나 기억이 불완전한 모양인지, 그는 <레전더 전쟁은 인류 말살>이라고 생각하고 있었다. 레전더 전쟁의 본래의 의미를 잘못 해석하고 있던 그는, 자신의 반신이어야할 시론과 적대시하고 율·헵번의 암약(暗約)을 눈치챌 수 없었다.
초중반에 시론과 싸우지만, 용이의 힘에 의해서 업그레이드된 시론에 의해 지고 만다. 그 때 바깥 공기에 날개가 닿은 순간, 그의 날개는 희게 퇴색했다. 그 후부터, 그는 미래를 예지할 수 없게 된다. 자신의 존재에 의문을 느끼기 시작한 그는 시론을 더욱 적대시 하게 된다. 후에 똑같이 시론을 적대시하기 시작한 샤론 헵번과 손을 잡지만, 후반에 율에 배신 당해 감금 되어 버린다. 그 후, 커넬드 윈드래곤에 대해 해독한 샤론로부터 모든 진상을 물어, 자신이 존재하고 있는 의미를 안 그는, 구속으로부터 풀려 용이의 집에서 시론과 합체, 커넬드 윈드래곤으로서 다시 태어난다. 마지막화에 다시 시론과 분열하지만 그 때에 샤론이과 라드(샤론의 어머니) 대신에 자바워크의 심장을 스스로 수중에 넣어, 자바워크와 함께 우주의 끝에서 사라져 버린다.
그는 마지막에 용이의 힘에 의해서 마음을 얻을 수 있었다.
용이에게는 '나쁜덩치'(わるっちょ)로 불린다.
- 커넬드 윈드래곤：이노우에 카즈히코

시론과 란신이 용이의 힘에 의해서 합체해 탄생한 윈드래곤 본래의 모습. 처음 등장했을 시, 란신과 같이 냉혹한 태도로 시론 본인의 인격이 전혀 없었다.
시론이 일으키고 싶지 않았던 레전더 전쟁의 방아쇠를 당기고 자신도 레전더 전쟁에 참전할 뻔 했지만 용이의 활약에 의해 저지되어 인격도 시론으로 돌아오게 된다.
- 그리드：야마구치 요시유키

레전더 중에서도 4대레전더라고 하는 불드래곤. 시론의 라이벌적 존재. 불의 속성. 붉은 드래곤으로 날개는 불길이 되어 있어, 쟈켓을 걸쳐 입고 있다. 처음은, 파이어 자이언트가 일으킨 불로부터 태어나고 디노와 만난다. 중반으로 그리핀과 재회했을 때, 완전하게 각성했다.
평상시는 과묵하고 냉정한 그이지만, 이따금 뜨거워지는 일면도 있다. 또, 어찌 된 영문인지 장미를 잘 안고, 소환시는 장미의 모습이 되고 있다.
울피, 리 온과는 종족을 넘어 단단한 정으로 연결되고 있어 〈G·W·니콜〉되는 팀을 결성하고 있다(리 온은 팀명에 의문을 느끼고 있다, 덧붙여서 이것은 C·W·니콜의 패러디). 리 온으로부터 〈그리응〉이라고 불리고 있다.
선대 사자, 살바를 죽게해 버렸던 것에 트라우마를 안고 있었지만, 디노와의 연결에 의해서, 그것을 극복하는 것에 성공한다. 그 때문에인가 싸움뿐인 시론과 용이의 콤비와는 반대로, 디노와는 사이가 좋다. 울피, 리온과 합체 하면 불의 엘레맨탈레기온이 된다.
- 그리핀：도이 미카

레전더 중에서도 4대레전더라고 하는 그리핀으로, 4대레전더의 홍일점. 흙의 속성.
고풍으로 성실한 성격으로, 모두의 저씨적 존재이기도 해, 울피나 리온은 실제로 그렇게 부르고 있지만 그리핀 본인은 이것을 싫어하고 있다. 레전더 본래의 본연의 자세를 말하거나 하는 등 단단한 곳도 있어, 고로이야기를 듣지 않는 용이나 시론에 초조하는 일도. 하지만 자신의 사자인 마음 상냥한 마크의 일은 마음에 들고 있어사이는 자주, 그에게 모친과 같이 접하는 일도. 약간결벽증.
코니 아일랜드 특제 스페셜 갈릭 햄버거가 과거의 기억을 생각해 내는 계기가 되었다.
시론, 즈오우와 합체 하면 바람의 엘리멘탈 레기온이 된다.
엘리먼트 체인지 하는 것으로 다른 속성 및 모습이 될 수 있다
레전더클럽의 급식 위원.
- 빅풋：사이토 아야카

레전더 중에서도 4대레전더라고 하는 설인. 물의 속성. 설인과 같은 모습을 하고 있다. 어린 아이와 같은 성격으로 무슨 일에서도 서투른 말씨로 이야기한다.
처음으로 메그와 만났을 때는, 나쁜 우연이 겹치고 있었다고는 해도 레전더에 공포를 안기 시작한 샛별에게 거절되고 있었지만, 모두 춤추는 것으로 허물 없었다.
시론, 그리핀과 합체 하면 바람의 엘리멘탈 레기온이 된다.
용이의 야구팀, 리키리키릭키즈의 멤버가 된 적도 있다.
레전더클럽의 보건 위원.
- 울피：나카노 유토

흙의 레전더의 웨어 울프. 〈G·W·니콜〉의 일원. 리온에서는 〈-응〉이라고 불리고 있다. 평상시는 쿨하게 행동하지만, 동료들과 함께 노망 충분해 공격을 넣거나 돌보기의 좋은 일면도 있다. 리온과의 콤비는 여러 가지 의미로 최강. 처음은 비비에 의해서, 리온과 함께 그리드의 전에 부활 되었지만, 그 다음은 리 온과 함께, 사는 장소를 찾아 디노의 집에 몸을 의지하게 된다. 그리드와 리 온과 합체 하는 것으로, 불의 에레멘타르레기온이 된다.
레전더전쟁의 바람에 의해서, 야생화해 날뛰어 버리지만, 쟈바워크가 멸망한 것으로 원래대로 돌아가, 디노에 이별을 고했다.
싸울 때는 항상 단검을 사용해, 민첩한 움직임으로 공격한다. 또, 대지에 호소해 충격파등에서 공격하는 일도 가능.
레전더클럽의 체육의원회원이지만, 용이는 자주 도서 위원(가끔은 늑대 중년)으로 부르고 있다.
- 리온：마에다 츠요시

바람의 레전더, 멘티코어. 〈G·W·니콜〉의 일원.
사자에 날개가 난 것 같은 용모를 하고 있다. 눈초리가 매서운(그리드나 울피에는 〈얼굴이 무섭다〉라고 해진다)가, 동료인 그리드와 울피에［응］과 별명을 부록, 노망 충분하는 등 꽤의 차눈인 성격이다. 울피와 함께, 사는 장소를 찾아 디노의 집에 오고, 그리드·울피와 함께 그의 집에 살게 되었다.
레전더전쟁의 바람에 의해서, 야생화해 날뛰어 버리지만, 쟈바워크가 멸망한 것으로 원래대로 돌아가, 디노에 이별을 고했다.
레전더클럽의 도서 위원이지만, 용이는 울피를 도서 위원이라고 부르기 때문에 〈그러니까 도서 위원은 나야〉라고 태클을 넣는다.
- 쟈바워크：마츠야마 타카시

어둠의 레전더. 인간의 마음에 있는 공포나 증오등의 감정을 양식(성장한다. 율·헵번의 손에 의해 그의 아내인 라드·헵번의 몸을 촉매로 해 되살아났다. 레전더전쟁로 계속 싸워 많은 생물을 괴롭힌다.
- 댄디：이시이 야스시 상속인

4화에 등장. 19화 이후는 종종 등장한다. 물의 속성. 종족은 데보아크로코다일. 자신을 악어라고 생각하지 않는 모습으로, 악어라고 해지는 것을 매우 싫어하고 있어 악어라고 한 상대에게는 무서운 얼굴로 〈악어 말하는 놈이 악어 자 아!〉라고 고함치면서 강요한다. DWC로부터 교섭인으로서 흰 타리스포드를 손에 넣어에 왔다. 그러나, 시론의 힘을 알고 있는 것 같고, 싸움이 되는 것은 피했지만은 있다. 고용되어의 몸의 책으로 시론과 싸우게 되어 버리지만, 일전의 뒤, 시론에 설득해졌다. DWC에 사표를 보내 퇴사한 다음은, 도로 공사의 작업원이 된다, 그 뒤 그곳에서 석유를 발견한다. 그 다음은 〈악어 구멍〉이라고 하는 바를 연다. 덧붙여서 DWC로의 댄디의 근무시간은 저녁 5시까지. 몸이 건구라든지 구 된다. 까다로운 계약서는 이해할 수 없다. 레전더전쟁의 바람이 왔을 때는, 스스로의 자아와 교환에 안나를 지켰다.
- 안나：치바 치에미

5화에 등장. 36화 이후는 종종 등장한다. 바람의 속성. 종족은 하피. 비비와는 견원지간. 새 같음은 남는 것의 소녀와 같은 모습으로 변신할 수 있다. 비비에 반 협박 당하고 타리스포드를 빼앗는 작전을 세워 용이를 유혹하려고 하지만, 서서히 그의 순수함에 매료 되어, 서로 좋아하게 된다. 요리는 삶은 달걀과 달걀 프라이 밖에 만들 수 없다(게다가 달걀 프라이를 디저트로서 다루고 있다). 그녀의 눈에서는두가”제철”로 보이는 것 같다. 레전더전쟁의 바람이 왔을 때는 댄디에 지켜져 그 영향을 받지 않고 끝나, 그로부터 용이의 집에 가보라고 부탁받고 용이의 집에 간다. 그곳에서 용이에 부탁으로, 요코의 상태를 쭉 지켜보고 있었다.
- 파이어 자이언트：마츠모토 요시아키

7화·8화에 등장. 35화 이후는 종종 등장. 별명：파이야드쟈이안트. 에도의 파트너. 불의 속성. 에도와 함께 DWC가 해고되어 이후 둘이서 여행을 떠난다.
레전더전쟁 시에 이성을 잃어 버리지만, 에도의 〈그런 너 같은 것 파이어드(해고) 하버릴거야!〉라고 하는 한마디로 이성을 되찾는다. 그 후, 에도와 활약한다.
- 사라만다：타케모토영사

주로 프로그램 후반에 종종 등장. 불의 속성. 댄디의 후배적 존재. 4화로 댄디의 입으로부터 이름이 나오고, 20화에 잠시 등장하지만 간단하게 시론에게 진다. 24화에서는 Bar〈악어 구멍〉의 점원이 된다.
- 킬비트:성진우

악마의레전더중 하나 그리드와는 적관계이다

## 에피소드
1. 내가 바람을 부르고 있다(탄생! 바람의 드래곤!)
2. 머릿속은 텅 빈 바람
3. 게의 습격을 받고 게거품 물다
4. 댄디는 악어일까? 악어가 아닐까
5. 드넓은 하늘을 마음껏 날아라
6. 꼭꼭 숨어라, 머리카락 보일라
7. 붉게 타오르는 장미의 아픔
8. 뜨거운 건 싫어요
9. 약오르는 고양이 야옹
10. 길고도 재미있는 이야기
11. 아자아자! 초밥을 만들자
12. 문어문어, 문어가 막혔다
13. 지구의 비명이 들린다
14. 왜? 어째서? 어떻게 되는 거지
15. 대답은 바람이 알고 있다!
16. 맙소사! 디노 아빠가 주인공?!
17. 모두 좋아한다곤 할 수 없다
18. 가까이하기엔 너무나 무서운 스켈톤
19. 밤이 지나가니 아침이었다
20. 처음이자 마지막 데이트!
21. 쥐방울, 다리를 건너기 시작하다
22. G. W. 니콜의 등장
23. 너와 함께 바라본 밤하늘
24. 우하하! 타리스덤, 완성
25. 옛날 사자가 나왔습니다
26. 마음이 요리조리! 갈팡질팡
27. 마침내 여기까지 왔다
28. 바람이 가져온 만남
29. 노래하는 레전더 동아리
30. 역사를 바꾼 사랑의 노래
31. 쫓아가고! 날려가고
32. 빅풋, 야구선수 되다
33. 그리핀의 되살아난 기억
34. 소 레전더, 3마리나 나타나다
35. 마지막에 회장, 깜짝 등장
36. 아버지여, 당신은 위대했다
37. 이 하늘을 물들인 건 누구인가
38. 바람은 이미 멈추었다
39. 샤론, 지난날을 되돌아보다
40. 시론, 마침내 불타오르다
41. 바람이 도시에서 사라지다
42. 바람아! 나에게 불어다오
43. 이제 멈출 수 없다
44. 한편 바로 그때, 에드의 여행
45. 헤엄치고, 하늘을 날고, 뛰어다니고
46. 남은 사람들, 모두 모여라
47. 워워워! 레전더 전쟁의 시작
48. 지금 온 길로 되돌아가라
49. 빛의 레전더 내 말을 들어라
50. 바람과 함께 뛰어라